# 貝舍韋斯島
貝舍韋斯島（英語：Béchervaise Island）是南極洲的島嶼，位於麥克羅伯特森地的霍姆灣，屬於弗拉特群島的一部分，處於斯蒂尼爾島以西，由挪威製圖師根據該國探險隊的空中照片繪入地圖。
67°35′S 62°49′E / 67.583°S 62.817°E